# Boku no Kokoro no Yabai Yatsu
Boku no Kokoro no Yabai Yatsu (僕の心のヤバイやつ "Kẻ đáng sợ trong tim tôi"), gọi tắt BokuYaba (僕ヤバ) là một sê-ri manga Nhật Bản được viết và minh họa bởi Sakurai Norio. Nó bắt đầu được đăng nhiều kỳ trên Shukan Shonen Champion từ ngày 8 tháng 3 năm 2018, sau đó được chuyển qua Champion Cross trước khi được chuyển qua Manga Cross. Được xuất bản thành 12 tập tankōbon. Bản chuyển thể anime được sản xuất bởi Shin-Ei Animation được phát sóng từ tháng 4 đến tháng 6 năm 2023. Mùa tiếp theo ra mắt vào tháng 1 năm 2024.

## Tóm tắt
Ichikawa Kyōtarō là một học sinh cô độc, luôn mơ mộng về việc giết những người bạn học nổi tiếng của mình, thường đọc bách khoa toàn thư về giết người và tìm hiểu về giải phẫu người, với thần tượng xinh đẹp của lớp, Yamada Anna, là mục tiêu hàng đầu của cậu. Tuy nhiên, khi cậu nhận thấy rằng Anna khá kỳ quặc theo cách riêng của cô ấy, và khi cô ấy ngày càng trở nên thân thiện với Kyōtarō, cậu dần cảm mến cô và họ bắt đầu trở nên thân thiết hơn.

## Nhân vật
Ichikawa Kyōtarō (市川 京太郎)
Lồng tiếng bởi: Horie Shun
Nhân vật chính của truyện. Là học sinh sơ trung,có một tính cách nhút nhát và hướng nội, dành những thời gian rảnh để đọc sách, và dành thời gian nghỉ trưa trong thư viện. Đôi khi cậu nói một cách kiêu ngạo trong những đoạn độc thoại của mình do Chūnibyō, nhưng thực tế thì cậu mang lòng tự trọng thấp.
Kyōtarō trong tưởng tượng (イマジナリー京太郎)
Lồng tiếng bởi: Fukuyama Jun
"Một nhân cách khác" của Kyōtarō. Trong những cảnh đầu tiên (Tập 4, Tập 5), Kyōtarō trong tưởng tượng xuất hiện khi Kyōtarō ấy ở một mình. Anh ta có ngoại hình của "Norikawa-kun" trong truyện tranh thiếu nữ "Kimiro Octave" mà Anna cho Kyōtarō mượn.
Yamada Anna (山田 杏奈)
Lồng tiếng bởi: Yōmiya Hina
Nữ chính của truyện, bạn cùng lớp của Kyōtarō, là người mẫu tạp chí với nghệ danh. Ở trường, cô ấy thường đi chơi với những người bạn của mình là Kobayashi, Sekine và Yoshida. Cô có tính cách tự nhiên, và đôi khi hơi ngớ ngẩn. Mặc dù bị cấm mang đồ ngọt vào, cô vẫn ăn trong trường và muốn ăn ngay cả khi phải mất thời gian.
Kobayashi Chihiro (小林 ちひろ)
Lồng tiếng bởi: Asai Ayaka
Một nữ sinh cùng lớp với Kyōtarō, là một trong những người bạn của Yamada. Cô ấy được Yamada gọi là "Chii" và Sekine gọi là "Bayashiko".
Sekine Moeko (関根 萌子)
Lồng tiếng bởi: Han Megumi
Một nữ sinh học cùng lớp với Kyōtarō và là bạn của Yamada. Cô ấy trông hào nhoáng và ăn nói nhẹ nhàng, trên thực tế, thành tích học tập của cô ấy đứng đầu lớp. Ngoài ra, cô luôn quan tâm tới bạn bè của mình và mơ hồ nhận ra mối quan hệ giữa Anna và Kyōtarō. Cô biết tới anime do ảnh hưởng của anh trai otaku của mình.
Yoshida Serina (吉田 芹那)
Lồng tiếng bởi: Tanezaki Atsumi
Một nữ sinh cùng lớp với Kyōtarō và là một trong những người bạn của Yamada. Cô được gọi là "Nyaa" bởi Yamada và "Serinya" bởi Sekine. Có ý chí mạnh mẽ và lòng trắc ẩn.
Ichikawa Kana (市川 香菜)
Lồng tiếng bởi: Tamura Yukari
Chị gái của Kyōtarō. Một nữ sinh viên đại học thuộc câu lạc bộ nhạc nhẹ. Trái ngược với tính cách lạnh lùng của mình, cô rất yêu thương em trai của mình, mặc dù Kyōtarō phiền phức, nhưng họ không có quan hệ xấu.

## Truyền thông

### Manga
Loạt truyện được viết và minh họa bởi Norio Sakurai. Được đăng dài kì trên Akita Shoten của Weekly Shōnen Champion từ ngày 8 tháng 3 năm 2018. Vào ngày 10 tháng 4 năm 2018, loạt truyện được chuyển qua web manga Champion Cross. Vào ngày 10 tháng 7 năm 2018, Akita Shoten sáp nhập Champion Cross với một web manga mới mang tên Manga Cross. Sau khi website được sáp nhập, nó được chuyển qua Manga Cross. Đén tháng 6 năm 2025, 12 tập được xuất bản.
Vào tháng 12 năm 2020, Seven Seas Entertainment thông báo họ đã cấp phép cho bộ truyện xuất bản bằng tiếng Anh. Loạt truyện cũng được xuất bản bởi Nhà xuất bản Đông Lập tại Đài Loan.
Mỗi chương của loạt truyện được gọi là karte.

### Danh sách các tập
| 1. Boku wa Ubawareta (僕は奪われた) 2. Boku wa Funnu Shita (僕は憤怒した) 3. Boku wa Ozendate Shita (僕はお膳立てした) 4. Boku wa Watashita (僕は渡した) 5. Boku wa Sōgū Shita (僕は遭遇した) 6. Boku wa Iya Da (僕は嫌だ) 7. Boku wa Neri ni Netta (僕は練りに練った) 8. Boku wa Futtō Shita (僕は沸騰した) | 1. Boku wa Kakumatta (僕は匿った) 2. Boku wa Shinda (僕は死んだ) 3. Boku wa Toppa Shita僕は突破した () 4. Boku wa Nemurenai (僕は眠れない) 5. Boku wa Hakadotta (僕は捗った) 6. Boku wa Nanimo Dekinai (僕は何もできない) 7. Boku wa Dakishimetai (僕は抱きしめたい) - Chương phụ: Mizube no Kyori (水辺の距離) |

| 1. Boku wa Kokoro no Yamai (僕は心の病) 2. Boku wa Yuzutta (僕は譲った) 3. Boku wa Furutte Sanka Shita (僕は奮って参加した) 4. Boku wa Futatabi Sōgū Shita (僕は再び遭遇した) 5. Boku wa Bengo Shita (僕は弁護した) 6. Boku wa Sotto Shite Oita (僕はそっとしておいた) 7. Boku wa Zubu Nureta (僕はずぶ濡れた) 8. Boku wa Koibana o Kiita (僕は恋バナを聞いた) 9. Boku wa Erabarenai (僕は選ばれない) | 1. Boku wa Heisei o Yosōtta (僕は平静を装った) 2. Boku wa Fūjita (僕は封じた) 3. Bokura wa Hagureta (僕らははぐれた) 4. Boku wa Gakkō ga Tanoshii (僕は学校が楽しい) 5. Boku wa "Suki" no Sakaime (僕の「好き」の境目) 6. Boku wa Tokashita (僕は溶かした) - Chương phụ 1: Choko to Minto (チョコとミント) - Chương phụ 2: Shimikomu Kimochi (染みこむ気持ち) |

| 1. Boku wa Rain o Yatteiru (僕はLINEをやっている) 2. Boku wa Kyori o Torenai (僕は距離をとれない) 3. Boku wa Irekawatteru (僕は入れ替わってる) 4. Boku wa Shichō Shita (僕は視聴した) 5. Boku wa Benkyō o Oshieru (僕は勉強を教える) 6. Boku wa Hahaoya to Niteinai (僕は母親と似ていない) 7. Boku wa Sesshoku o Kokoromita (僕は接触を試みた) 8. Boku wa Honto ni Zubu Nureta (僕はホントにずぶ濡れた) 9. Boku wa Yume o Mita (僕は夢を見た) | 1. Boku wa Renshūdai ni Natta (僕は練習台になった) 2. Boku wa Mienai (僕は見えない) 3. Boku wa Riyō Sareta (僕は利用された) 4. Boku wa Yamada ga Kirai (僕は山田が嫌い) 5. Bokura wa Rain o Yatteiru (僕らはLINEをやっている) - Chương phụ 1: Yami no Nōryokusha (闇の能力者) - Chương phụ 2: Shinchō Hakattemoratta (身長測ってもらった) - Chương phụ 3: Ichigo to Babaroa (イチゴとババロア) |

| 1. Boku wa Machiawase o Shita (僕は待ち合わせをした) 2. Boku wa Renkō Sareta (僕は連行された) 3. Boku wa Kawaii ga Ienai (僕は可愛いが言えない) 4. Bokura wa Yukkuri Aruita (僕らはゆっくり歩いた) 5. Boku wa Moyamoya Suru (僕はモヤモヤする) 6. Boku wa Kōyō Shiteiru (僕は高揚している) 7. Boku wa Muzukashii (僕には難しい) | 1. Bokura wa Sukoshi Niteiru (僕らは少し似ている) 2. Boku wa Koe ga Kikitai (僕は声が聞きたい x) 3. Boku wa Sanbai Shita (僕は参拝した) 4. Boku wa Kaiji Sareta (僕は開示された) 5. Boku wa Sagurareta (僕は探られた) 6. Boku wa Boku o Shittehoshii (僕は僕を知ってほしい) - Chương phụ: Boku no Konjaku Monogatari (僕の今昔物語) |

| 1. Boku wa Tayoritai (僕は頼りたい) 2. Boku wa Barashiteshimatta (僕はバラしてしまった) 3. Boku wa Tanoshii noni (僕は楽しいのに) 4. Bokura wa Sagashiteiru (僕らは探している) 5. Boku wa Ofuro o Itadaita (僕はお風呂をいただいた) 6. Boku wa Uketometa (僕は受け止めた) 7. Bokura wa Otona Janai (僕らは大人じゃない) 8. Boku wa Otona no Narinake (僕は大人のなりかけ) | 1. Boku wa Nagerareta (僕は投げられた) 2. Boku wa Chokushi Dekinai (僕は直視できない) 3. Boku wa Sasowareta (僕は誘われた) 4. Boku wa Shinjitemitai (僕は信じてみたい) 5. Boku wa Shishoku Shita (僕は試食した) 6. Boku wa Yamada to (僕は山田と) - Chương phụ: Jāji no Yukue (ジャージの行方) |

| 1. Boku wa Chokko o Moratta (僕はチョコをもらった) 2. Boku wa Chokko o Ageta (僕はチョコをあげた) 3. Yamada wa Boku o (山田は僕を) 4. Boku wa Dō Ikiru ka (僕はどう生きるか) 5. Boku wa Hōkago Sasotta (僕は放課後誘った) 6. Boku wa Totsugeki Hōmon Shita (僕は突撃訪問した) 7. Boku wa Shiritai (僕は知りたい) | 1. Boku wa Manabi Mōdo (僕は学びモード Boku wa Manabi Mōdo) 2. Boku wa Omamagoto (僕はおままごと) 3. Boku wa Ojama Shita (僕はお邪魔した) 4. Boku wa Rihāsaru-chū (僕はリハーサル中) 5. Boku wa Junbibantan (僕は準備万端) 6. Boku wa Daijōbu (僕は大丈夫) 7. Yamada wa Boku ga Suki (山田は僕が好き) |

| 1. Boku wa Kimoi (僕はキモい) 2. Boku wa Daburudēto Suru (僕はダブルデートする) 3. Boku wa Nani wo Itteiru no ka (僕は何を言っているのか) 4. Boku wa Afurederu (僕は溢れ出る) 5. Boku wa Yayakoshii (僕はややこしい) 6. Bokura wa Gōru Shita (僕らはゴールした) 7. Boku wa Umareta (僕は生まれた) 8. Boku wa Honjitsu no Shuyaku (僕は本日の主役) | 1. Bokura wa Yofukashi Shita (僕らは夜更かしした) 2. Bokura wa Hansei Shita (僕らは反省した) 3. Boku wa Ushirometai (僕は後ろめたい) 4. Boku wa Tada Shinpai (僕はただ心配) 5. Bokura wa Hyōmei Shita (僕らは表明した) 6. Bokura wa Yakusoku Shita (僕らは約束した) - Chương phụ: Zenya no Ōnō (前夜の懊悩) |

| 1. Boku no Itoshiki Semai Sekai (僕の愛しき狭い世界) 2. Boku wa Yamada ni Chikazukitai (僕は山田に近づきたい) 3. Boku wa Tanin (僕は他人) 4. Boku wa Kaisō Shita (僕は回想した) 5. Boku no Hō ga Suki da (僕の方が好きだ) 6. Boku wa Maketakunai (僕は負けたくない) 7. Bokura wa Maketeiru (僕らは負けている) 8. Boku wa Tanoshimi (僕は楽しみ) 9. Boku wa Ki ga Tsukanai (僕は気が付かない) | 1. Boku wa Ki ga Tsuita (僕は気が付いた) 2. Boku wa Tsutaetai (僕は伝えたい) 3. Boku no Koigokoro (僕の恋心) 4. Watashi wa Tsutaetai (私は伝えたい) 5. Watashi no Koigokoro (私の恋心) - Chương phụ 1: Adachi-kun ga Hosoku Shite Kureru Kai (足立くんが補足してくれる回) - Chương phụ 2: Takaramono o Sekai ni Misebirakasu Kai (宝物を世界に見せびらかす回) |

| 1. Bokura wa Tsukiatteiru (僕らは付き合っている) 2. Boku wa Uchiaketai (僕は打ち明けたい) 3. Boku wa Yurushi o Kou (僕は許しを乞う) 4. Boku mo Mae ni Susumitai (僕も前に進みたい) 5. Boku wa Kabe o Tsukutteita (僕は壁を作っていた) 6. Bokura wa Raibu ni Itta (僕らはライブに行った) 7. Bokura wa Yotteiru (僕らは酔っている) 8. Boku wa Jikaku ga Tarinai (僕は自覚が足りない) | 1. Boku wa Kakugo ga Tarinai (僕は覚悟が足りない) 2. Boku wa Kikitai (僕は聞きたい) 3. Boku wa Benkyō-chū (僕は勉強中) 4. Bokura wa Ikuji Suru (僕らは育児する) 5. Boku wa Yowane o Haku (僕は弱音を吐く) 6. Bokura wa Tsuzuku (僕らは続く) 7. Boku wa mō Oshimai (僕はもうおしまい) |

| 1. Boku wa Gasshuku ni Kita (僕は合宿に来た Boku wa Gasshuku ni Kita) 2. Boku wa Umi ni Kita (僕は海に来た Boku wa Umi ni Kita) 3. Boku wa Mottekitenai (僕は持ってきてない Boku wa Mottekitenai) 4. Bokura no Yoru wa Fuketeiku (僕らの夜は更けていく Bokura no Yoru wa Fuketeiku) 5. Boku wa Itabasami (僕は板挟み Boku wa Itabasami) 6. Boku mo Mukatsuku (僕もムカつく Boku mo Mukatsuku) | 1. Boku wa Shūchū Shita (僕は集中した Boku wa Shūchū Shita) 2. Boku wa Taisetsu na Koto o Omoidashita (僕は大切なことを思い出した Boku wa Taisetsu na Koto o Omoidashita) 3. Bokura wa Jiyū da (僕らは自由だ Bokura wa Jiyū da) 4. Boku wa Hyōryū Suru (僕は漂流する Boku wa Hyōryū Suru) 5. Bokura wa Samayou (僕らは彷徨う Bokura wa Samayou) 6. Bokura wa Yokunai Ningen-tachi (僕らはよくない人間たち Bokura wa Yokunai Ningen-tachi) |

| 1. Boku wa Aida ni Hairu (僕は間に入る Boku wa Aida ni Hairu) 2. Boku wa Zatsunen-darake (僕は雑念だらけ Boku wa Zatsunen-darake) 3. Boku wa Yudan Shiteiru (僕は油断している Boku wa Yudan Shiteiru) 4. Bokura wa Uso o Tsuita (僕らはウソをついた Bokura wa Uso o Tsuita) 5. Boku wa Furareta Otoko (僕はフラれた男 Boku wa Furareta Otoko) 6. Boku wa Matsuri Dokoro Janai (僕は祭りどころじゃない Boku wa Matsuri Dokoro Janai) 7. Bokura wa Barete ita (僕らはバレていた Bokura wa Barete ita) | 1. Bokura wa Hanabi o Shiru (僕らは花火を知る Bokura wa Hanabi o Shiru) 2. Boku wa Majime ni Kataritai (僕は真面目に語りたい Boku wa Majime ni Kataritai) 3. Boku wa Bunkamatsuri e iku (僕は文化祭へ行く Boku wa Bunkamatsuri e iku) 4. Boku wa Akiramenakatta (僕は諦めなかった Boku wa Akiramenakatta) 5. Boku wa Kantoku ni Natta (僕は監督になった Boku wa Kantoku ni Natta) 6. Bokura wa Tsukuri Ageta (僕らは創り上げた Bokura wa Tsukuri Ageta) 7. Boku wa Dokoni ite mo Kimi o Mitsukeru (僕はどこにいても君を見つける Boku wa Dokoni ite mo Kimi o Mitsukeru) |

| 1. Watashi wa Mono Wakari no ii (私は物分かりのいい Watashi wa Mono Wakari no ii) 2. Watashi wa Hon'ne o iu (私は本音を言う Watashi wa Hon'ne o iu) 3. Watashi wa Nani o Shite Iru no ka (私はなにをしているのか Watashi wa Nani o Shite Iru no ka) 4. Boku wa Asagaeri Shita (僕は朝帰りした Boku wa Asagaeri Shita) 5. Watashi wa Sabishī (私は寂しい Watashi wa Sabishī) 6. Watashi wa Senaka o Osa Reta (私は背中を押された Watashi wa Senaka o Osa Reta) 7. Watashitachi wa Nemurenai (私たちは眠れない Watashitachi wa Nemurenai) | 1. Boku wa Katatte Shimau (僕は語ってしまう Boku wa Katatte Shimau) 2. Boku wa Michi o Mitsuketai (僕は道を見つけたい Boku wa Michi o Mitsuketai) 3. Boku wa Ugokidasu (僕は動き出す Boku wa Ugokidasu) 4. Boku wa Maruku Osametai (僕は丸く収めたい Boku wa Maruku Osametai) 5. Watashi wa Nani mo Iranai (私はなにもいらない Watashi wa Nani mo Iranai) 6. Bokura wa Nani mo Ienu (僕らはなにも言えぬ Bokura wa Nani mo Ienu) 7. Watashi wa Dokoni Ite mo Kimi o Mitsukeru (私はどこにいても君をみつける Watashi wa Dokoni Ite mo Kimi o Mitsukeru) |

### Anime
Tháng 8 năm 2022, loạt truyện đã được thông báo rằng bộ truyện sẽ được chuyển thể anime. Loạt phim được sản xuất bởi Shin-Ei Animation với Akagi Hiroaki làm đạo diễn, Hanada Jukki viết kịch bản, Katsumata Masato thiết kế nhân vật và Ushio Kensuke sáng tác âm nhạc. Nó được chiếu từ ngày 2 tháng 4 đến ngày 18 tháng 6 2023 trên NUMAnimation của TV Asahi. Yorushika đarm nhận bài hát mở đầu "Shayō" (斜陽), còn Lam Kohana trình bày bài hát kết thúc "Sū Sentimental" (数センチメンタル). Tại Anime NYC năm 2022, Sentai Filmworks thông báo rằng sẽ cấp phép cho loạt phim phát trực tuyến trên Hidive. Plus Media Networks Asia phát sóng tác phẩm trên Aniplus Asia tại khu vực Đông Nam Á.
Sau khi tập 12 được chiếu, đội ngũ sản xuất đã công bố mùa thứ 2. Tập đầu tiên ra mắt vào ngày 7 tháng 1 năm 2024. Bài hát mở đầu là "Boku wa..." (僕は...) bởi Atarayo, trong khi bài hát kết thúc là "Koi Shiteru Jibun Sura Aiserunda" (恋してる自分すら愛せるんだ) bởi Kohana Ram.

### Danh sách tập phim
| TT. | Tiêu đề                                                                       | Đạo diễn              | Kịch bản            | Ngày phát hành gốc  |
| --- | ----------------------------------------------------------------------------- | --------------------- | ------------------- | ------------------- |
| 1   | Chuyển ngữ: "Boku wa Ubawareta" (tiếng Nhật: 僕は奪われた)                    | Imamura Hiroki        | Imamura Hiroki      | 2 tháng 4 năm 2023  |
| 2   | Chuyển ngữ: "Boku wa Shinda" (tiếng Nhật: 僕は死んだ)                         | Chen Dali             | Shirahata Yoshiyuki | 9 tháng 4 năm 2023  |
| 3   | Chuyển ngữ: "Boku wa Dakishimetai" (tiếng Nhật: 僕は抱きしめたい)             | Shirahata Yoshiyuki   | Yoshikawa Hiroaki   | 16 tháng 4 năm 2023 |
| 4   | Chuyển ngữ: "Boku wa Kokoro no Yamai" (tiếng Nhật: 僕は心の病)                | Park Gyeong-sun       | Park Gyeong-sun     | 23 tháng 4 năm 2023 |
| 5   | Chuyển ngữ: "Bokura wa Hagureta" (tiếng Nhật: 僕らははぐれた)                 | Suzuki Takuma         | Matsui Hitoyuki     | 30 tháng 4 năm 2023 |
| 6   | Chuyển ngữ: "Boku wa Tokashita" (tiếng Nhật: 僕は溶かした)                    | Sudō Akihito          | Sudō Akihito        | 7 tháng 5 năm 2023  |
| 7   | Chuyển ngữ: "Bokura wa Irekawatteru" (tiếng Nhật: 僕らは入れ替わってる)       | Kubo Tarō             | Yoshikawa Hiroaki   | 14 tháng 5 năm 2023 |
| 8   | Chuyển ngữ: "Boku wa Yume o Mita" (tiếng Nhật: 僕は夢を見た)                  | Chen Dali             | Aoyagi Ryūhei       | 21 tháng 5 năm 2023 |
| 9   | Chuyển ngữ: "Boku wa Yamada ga Kirai" (tiếng Nhật: 僕は山田が嫌い)            | Park Gyeong-sun       | Shirahata Yoshiyuki | 28 tháng 5 năm 2023 |
| 10  | Chuyển ngữ: "Bokura wa Yukkuri Aruita" (tiếng Nhật: 僕らはゆっくり歩いた)     | Ōkubo Ryō Fukui Yōhei | Imamura Hiroki      | 4 tháng 6 năm 2023  |
| 11  | Chuyển ngữ: "Bokura wa Sukoshi Niteiru" (tiếng Nhật: 僕らは少し似ている)      | Fukase Shige          | Matsumura Juria     | 11 tháng 6 năm 2023 |
| 12  | Chuyển ngữ: "Boku wa Boku o Shitte Hoshii" (tiếng Nhật: 僕は僕を知ってほしい) | Tomoda Yasushi        | Yoshikawa Hiroaki   | 18 tháng 6 năm 2023 |
| 13  | Chuyển ngữ: "Bokura wa Sagashite Iru" (tiếng Nhật: 僕らは探している)          | Shirahata Yoshiyuki   | Aoyagi Ryūhei       | 7 tháng 1 năm 2024  |
| 14  | Chuyển ngữ: "Boku wa Otona no Narikake" (tiếng Nhật: 僕は大人のなりかけ)      | Kubo Tarou            | TBA                 | 14 tháng 1 năm 2024 |
| 15  | Chuyển ngữ: "Boku wa Yamada to" (tiếng Nhật: 僕は山田と)                      | Park Gyeong-Sun       | Takayanagi Tetsushi | 21 tháng 1 năm 2024 |
| 16  | Chuyển ngữ: "Yamada wa boku o" (tiếng Nhật: 山田は僕を)                       | Ōkubo Ryō             | TBA                 | 28 tháng 1 năm 2024 |
| 17  | Chuyển ngữ: "Boku wa Shiritai" (tiếng Nhật: 僕は知りたい)                     | Sone Toshiyuki        | TBA                 | 4 tháng 2 năm 2024  |
| 18  | Chuyển ngữ: "Yamada wa Boku ga Suki" (tiếng Nhật: 山田は僕が好き)             | Enokida Takahiro      | TBA                 | 11 tháng 2 năm 2024 |
| 19  | Chuyển ngữ: "Bokura wa Afure Deru" (tiếng Nhật: 僕らは溢れ出る)               | Eguchi Daisuke        | TBA                 | 18 tháng 2 năm 2024 |
| 20  | Chuyển ngữ: "Bokura wa Yofukashi Shita" (tiếng Nhật: 僕らは夜更かしした)      | Shirahata Yoshiyuki   | TBA                 | 25 tháng 2 năm 2024 |
| 21  | Chuyển ngữ: "Bokura wa Yakusoku Shita" (tiếng Nhật: 僕らは約束した)           | Kubo Tarou            | TBA                 | 3 tháng 3 năm 2024  |

## Đón nhận
Năm 2019, loạt truyện được xếp hạng năm trong Tsugi ni kuru Manga Taishō. Vào năm 2020, loạt truyện đứng hạng nhất ở cùng thể loại. Loạt truyện được xếp hạng ba vào năm 2020 trong Kono Manga ga Sugoi!. Nó cũng được đứng hạng tư trong Tsutaya Comic Awards lần thứ 4. Nó xếp thứ mười ba trong đề xuất của Honya Club.Nó cũng được đề cử cho giải Manga Taishō vào năm 2020. Nó xếp thứ tư trong một cuộc thăm dò năm 2020 trong số những bộ truyện tranh muốn được chuyển thể thành anime nhất. Nó đứng đầu trong cuộc bình chọn tương tự vào năm 2021.
Vào tháng 6 năm 2023, TV Asahi đã công bố trong kết quả tài chính cuối năm của họ rằng anime chuyển thể đã ghi nhận doanh thu toàn cầu cao nhất cho một TV anime trong NUMAnimation.